# Ledebouria
 (février 2024).
La mise en forme du texte ne suit pas les recommandations de Wikipédia : il faut le « wikifier ».
Les points d'amélioration suivants sont les cas les plus fréquents :
- Les titres sont pré-formatés par le logiciel. Ils ne sont ni en capitales, ni en gras.
- Le texte ne doit pas être écrit en capitales (les noms de famille non plus), ni en gras, ni en italique, ni en « petit »…
- Le gras n'est utilisé que pour surligner le titre de l'article dans l'introduction, une seule fois.
- L'italique est rarement utilisé : mots en langue étrangère, titres d'œuvres, noms de bateaux, etc.
- Les citations ne sont pas en italique mais en corps de texte normal. Elles sont entourées par des guillemets français : « et ».
- Les listes à puces sont à éviter, des paragraphes rédigés étant largement préférés. Les tableaux sont à réserver à la présentation de données structurées (résultats, etc.).
- Les appels de note de bas de page (petits chiffres en exposant, introduits par l'outil «  Source ») sont à placer entre la fin de phrase et le point final[comme ça].
- Les liens internes (vers d'autres articles de Wikipédia) sont à choisir avec parcimonie. Créez des liens vers des articles approfondissant le sujet. Les termes génériques sans rapport avec le sujet sont à éviter, ainsi que les répétitions de liens vers un même terme.
- Les liens externes sont à placer uniquement dans une section « Liens externes », à la fin de l'article. Ces liens sont à choisir avec parcimonie suivant les règles définies. Si un lien sert de source à l'article, son insertion dans le texte est à faire par les notes de bas de page.
- La présentation des références doit suivre les conventions bibliographiques. Il est recommandé d'utiliser les modèles {{Ouvrage}}, {{Chapitre}}, {{Article}}, {{Lien web}} et/ou {{Bibliographie}}. Le mode d'édition visuel peut mettre en forme automatiquement les références.
- Insérer une infobox (cadre d'informations à droite) n'est pas obligatoire pour parachever la mise en page.

Pour une aide détaillée, merci de consulter Aide:Wikification.
Si vous pensez que ces points ont été résolus, vous pouvez retirer ce bandeau et améliorer la mise en forme d'un autre article.
Genre
Synonymes
- Eratobotrys Fenzl ex Endl.
- Xeodolon Salisb.

Le genre Ledebouria est un genre de plantes à fleurs bulbeuses de la famille des Asparagacées, sous-famille des Scilloideae (également traitée comme la famille des Hyacinthaceae). La zone de répartition de ce genre s'étend de l’Afrique australe au sous-continent indien en passant par le sud de la péninsule arabique. Le genre est bien représenté en Afrique du Sud, avec environ 39 espèces répertoriées (Venter 2008).

## Description
Le genre Ledebouria est un groupe de plantes bulbeuses aux feuilles diversement tachetées, texturées et colorées, allant des petites curiosités aux grandes plantes feuillues bien adaptées au jardin. Les plantes de ce genre produisent généralement des rosettes de feuilles dont le nombre peut varier d'une à plusieurs feuilles, généralement densément à peu tachetées ou unies ; les feuilles de certaines espèces sont texturées avec des pustules, des noyaux ou des poils et peuvent être de diverses nuances de vert ou autrement colorées. Les fleurs typiques sont petites et produites sur des grappes lâches non ramifiées et varient en couleur du lilas vif au rose foncé ou violet, mais peuvent également être vertes ou vert jaunâtre et présentent généralement une bande verte centrale sur chaque pétale.

## Répartition et habitat
Le genre est réparti principalement en Afrique subsaharienne avec quelques espèces à Madagascar, Socotra, sud de la péninsule arabique, au Sri-Lanka et en Inde. Le centre de diversité du genre est situé dans le nord-est et l’est de l’Afrique australe (Venter 2008), le plus grand nombre d’espèces étant présent dans les régions de pluies estivales et seulement quelques-unes étant enregistrées dans le sud et l’ouest du pays.

## Taxinomie
Le genre Ledebouria a été décrit en 1821 par Roth, bien que l'histoire du genre remonte encore plus loin, plusieurs auteurs le plaçant dans d'autres genres. La plus ancienne mention de ces espèces est celle de Linnaeus le Jeune (nom abrégé en botanique « L.f. » pour Linnaeus filius), datant de 1782, qui l'a placé dans le genre Hyacinthus(Venter 1993). De nouvelles espèces ont été décrites récemment, comme L. weberi et L. junnarensis
Le genre porte le nom de Carl Friedrich von Ledebour (1785-1851), botaniste germano-estonien. Il fut professeur de sciences à l'Université de Tartu, en Estonie, de 1811 à 1836. Il est connu pour ses travaux importants, dont Flora Altaica, la première Flore des montagnes de l'Altay, publiée en 1833, et Flora Rossica, publiée en quatre volumes entre 1841 et 1853, la première flore complète de l'Empire russe. 

## Espèces
Selon la 'World Checklist of Selected Plant Families, 63 espèces étaient reconnues en janvier 2024
- Ledebouria apertiflora (Baker) Jessop
- Ledebouria asperifolia (van der Merwe) S.Venter
- Ledebouria atrobrunnea S.Venter
- Ledebouria bladeniana D.M.Cumming
- Ledebouria caesiomontana Hankey & N.Hahn
- Ledebouria camerooniana (Baker) Speta
- Ledebouria confusa S.Venter
- Ledebouria cooperi (Hook.f.) Jessop
- Ledebouria cordifolia (Baker) Stedje & Thulin
- Ledebouria coriacea S.Venter
- Ledebouria corrugata D.M.Cumming
- Ledebouria cremnophila S.Venter & van Jaarsv.
- Ledebouria crispa S.Venter
- Ledebouria dolomiticola S.Venter
- Ledebouria edulis (Engl.) Stedje
- Ledebouria ensifolia (Eckl.) S.Venter & T.J.Edwards
- Ledebouria fishrivierensis D.M.Cumming
- Ledebouria floribunda (en)  (Baker) Jessop
- Ledebouria galpinii (Baker) S.Venter & T.J.Edwards
- Ledebouria glauca S.Venter
- Ledebouria grandifolia (en)  (Balf.f.) A.G.Mill. & D.Alexander
- Ledebouria hardyi J.C.Manning
- Ledebouria hyderabadensis M.V.Ramana, Prasanna & Venu
- Ledebouria hypoxidioides (Schönland) Jessop
- Ledebouria inquinata (C.A.Sm.) Jessop
- Ledebouria insularis (en) A.G.Mill.
- Ledebouria karnatakensis Punekar & Lakshmin.
- Ledebouria kirkii (Baker) Stedje & Thulin
- Ledebouria lepida (N.E.Br.) S.Venter
- Ledebouria leptophylla (Baker) S.Venter
- Ledebouria lilacina (Fenzl ex Endl.) Speta
- Ledebouria loskopica Hankey
- Ledebouria luteola Jessop
- Ledebouria macowanii (Baker) S.Venter
- Ledebouria maesta (Baker) Speta
- Ledebouria marginata (Baker) Jessop
- Ledebouria minima (en) (Baker) S.Venter
- Ledebouria mokobulanensis Hankey & T.J.Edwards
- Ledebouria monophylla S.Venter
- Ledebouria nitida (Eckl.) J.C.Manning & Goldblatt
- Ledebouria nossibeensis (H.Perrier) J.C.Manning & Goldblatt
- Ledebouria ovalifolia (Schrad.) Jessop
- Ledebouria ovalifolia (en) (Baker) Jessop
- Ledebouria papillata S.Venter
- Ledebouria pardalota S.Venter
- Ledebouria parvifolia S.Venter
- Ledebouria remifolia S.Venter
- Ledebouria revoluta (en) (L.f.) Jessop
- Ledebouria rietrivierensis D.M.Cumming
- Ledebouria rupestris (van der Merwe) S.Venter
- Ledebouria sandersonii (Baker) S.Venter & T.J.Edwards
- Ledebouria scabrida Jessop
- Ledebouria socialis (en) (Baker) Jessop
- Ledebouria somaliensis (Baker) Stedje & Thulin
- Ledebouria sudanica (A.Chev.) Burg
- Ledebouria undulata (Jacq. ex Willd.) Jessop
- Ledebouria urceolata Stedje
- Ledebouria venteri van Jaarsv. & A.E.van Wyk
- Ledebouria viridis S.R.Dutta & P.Harvey ex M.R.Almeida
- Ledebouria viscosa Jessop
- Ledebouria weberi van Jaarsv. & S.Venter
- Ledebouria zambesiaca (Baker) Speta
- Ledebouria zebrina (Baker) S.Venter

## Écologie
Ledebouria contient des espèces qui poussent sur des sols argileux, sableux ou sur du terreau et préfèrent des environnements bien ensoleillés. La dispersion des graines se fait principalement par l'eau (ruissellement de l'eau de pluie) qui emporte les graines de l'endroit où elles ont été libérées par la plante mère.
On sait peu de choses sur la pollinisation spécifique de ce groupe de plantes, mais la structure florale suggère que la pollinisation peut être effectuée par n'importe quel insecte visiteur. Venter (1993) suppose que les principaux pollinisateurs pourraient être aussi bien des abeilles sociales que des abeilles mellifères.
On pense que les feuilles tachetées, particulièrement communes dans ce genre, sont associées au camouflage contre les insectes herbivores. Plusieurs espèces présentent des adaptations écologiques uniques tandis que d'autres sont adaptées aux niches spécifiques qu'elles occupent. En voici quelques exemples : Ledebouria viscosa, dont les feuilles sont collantes, provoquant une accumulation de grains de sable qui adhèrent à la surface des feuilles, les rendant moins attrayantes pour les herbivores. L. marginata possède de grandes quantités de fibres dures dans le tissu foliaire, ce qui est possiblement également associé à une limitation des herbivores.

## Usages
Ledebouria a été cité comme étant utilisé à des fins médicinales, notamment pendant la grossesse, la diarrhée, la grippe, les maux de dos, les irritations cutanées, les plaies et le lumbago (Long 2005). Le genre est également réputé toxique en Afrique, bien qu'il soit rapporté que les bushmen mangent les bulbes de L. apertiflora et L. revoluta (Pfosser & Speta 2001).

## Statut de conservation
Plusieurs espèces de Ledebouria sont exposées à différents degrés de menace, principalement causées par la perte d'habitat due aux activités humaines telles que l'agriculture, l'urbanisation et le boisement (foresterie commerciale). Certaines espèces sont naturellement rares et connues uniquement dans une région limitée, comme L. parvifolia, tandis que d'autres sont présentes dans des zones soumises à des pressions de développement qui réduisent l'habitat disponible pour l'espèce, comme L. coriacea.
Selon la dernière liste rouge de données pour l'Afrique du Sud, les espèces suivantes sont répertoriées comme menacées:
- Ledebouria atrobrunnea - Vulnérable
- Ledebouria cremnophila - Rare
- Ledebouria crispa - En voie de disparition
- Ledebouria dolomiticola - Vulnérable
- Ledebouria galpinii - En voie de disparition
- Ledebouria lepida - Rare
- Ledebouria mokobulanensis - Vulnérable
- Ledebouria parvifolia - Données insuffisantes

Une nouvelle espèce endémique de l’Inde a été décrite, Ledebouria  junnarensis, elle est considérée en danger critique d’extinction selon les critères établis par l’IUCN.
```
 
```

## Culture des plantes du genreLedebouria
Ledebouria socialis, originaire de la province du Cap oriental, est bien connue dans le monde entier comme une plante en pot ornementale avec ses bulbes exposés au-dessus du niveau du sol et ses feuilles tachetées d'argent qui sont souvent violet vif sur la face inférieure.
La micropropagation pour une multiplication à grande échelle est réalisée avec succès par embryogénèse somatique, ou organogenèse par culture de cals,, chez l’espèce Ledebouria revoluta.

## Évolution du genreLedebouria
L'incertitude taxonomique qui caractérise ce groupe peut être attribuée à sa vaste répartition (Afrique subsaharienne, Madagascar et Inde) et à la grande variation morphologique trouvée parmi les espèces pour la plupart mal connues.
Le genre possède un haut degré de diversité morphologique : la forme et la taille des feuilles et des bulbilles varient considérablement au niveau spécifique selon les différentes conditions climatiques et géographiques. Il est ainsi nécessaire de faire des analyses cytologiques pour mieux comprendre la taxonomie du genre ledebouria. L. botryoides est une plante succulente originaire d’Afrique de l’Est, et les nombreux comptages chromosomiques réalisés sur cette espèce ont montré une grande diversité, allant de 2x=30 à 2x=66 voire 126 chromosomes
```
 
```

Il a été démontré que Ledebouria est paraphylétique avec Drimiopsis et Resnova, mais jusqu'à présent, les analyses n'ont inclus que quelques taxons.
Des scénarios possibles ont été avancés afin d’expliquer pourquoi ce groupe n'est pas présent dans le bassin méditerranéen sachant que certains taxons étroitement apparentés ont la même répartition mais peuvent aussi être localisés dans les régions à climat méditerranéen. Afin de comprendre pleinement l’histoire évolutive de ce groupe, de nombreux autres taxons provenant de toute la répartition de ce groupe doivent être inclus dans les études futures.